# باکهورن (کارولینای شمالی)
باکهورن (به انگلیسی: Buckhorn) یک منطقهٔ مسکونی در ایالات متحده آمریکا است که در شهرستان اورنج، کارولینای شمالی واقع شده‌است. باکهورن ۲۲۰٫۹۸ متر بالاتر از سطح دریا واقع شده‌است.